# Robledillo de la Vera
Robledillo de la Vera ist ein westspanisches Dorf und eine Gemeinde (municipio) mit 259 Einwohnern (Stand: 2024) im Nordosten der Provinz Cáceres (Extremadura). 

## Lage und Klima
Robledillo de la Vera liegt etwa 110 Kilometer nordwestlich von Cáceres in einem von Bergbächen durchzogenen Gebiet im Norden der Comarca La Vera in einer Höhe von 450 m.
Das Klima in Robledillo de la Vera ist gemäßigt warm. Niederschlag fällt vor allem von Oktober bis Mai (762 mm/Jahr).

## Bevölkerungsentwicklung
| Jahr      | 1970 | 1981 | 1991 | 2001 | 2011 | 2021 |
| Einwohner | 500  | 391  | 465  | 324  | 307  | 266  |

Aufgrund der Mechanisierung der Landwirtschaft und der damit zusammenhängenden Aufgabe bäuerlicher Kleinbetriebe („Höfesterben“) in der zweiten Hälfte des 20. Jahrhunderts ist die Einwohnerzahl der Gemeinde deutlich gesunken.

## Sehenswürdigkeiten
- Michaeliskirche